# Kaveripakkam
Kaveripakkam (o Kavaripakkan) è una suddivisione dell'India, classificata come town panchayat, di 12.514 abitanti, situata nel distretto di Vellore, nello stato federato del Tamil Nadu. In base al numero di abitanti la città rientra nella classe IV (da 10.000 a 19.999 persone).

## Geografia fisica
La città è situata a 12° 56' 16 N e 79° 28' 03 E.

## Società

### Evoluzione demografica
Al censimento del 2001 la popolazione di Kaveripakkam assommava a 12.514 persone, delle quali 6.232 maschi e 6.282 femmine. I bambini di età inferiore o uguale ai sei anni assommavano a 1.064, dei quali 540 maschi e 524 femmine. Infine, coloro che erano in grado di saper almeno leggere e scrivere erano 8.951, dei quali 4.945 maschi e 4.006 femmine.